# Affecter

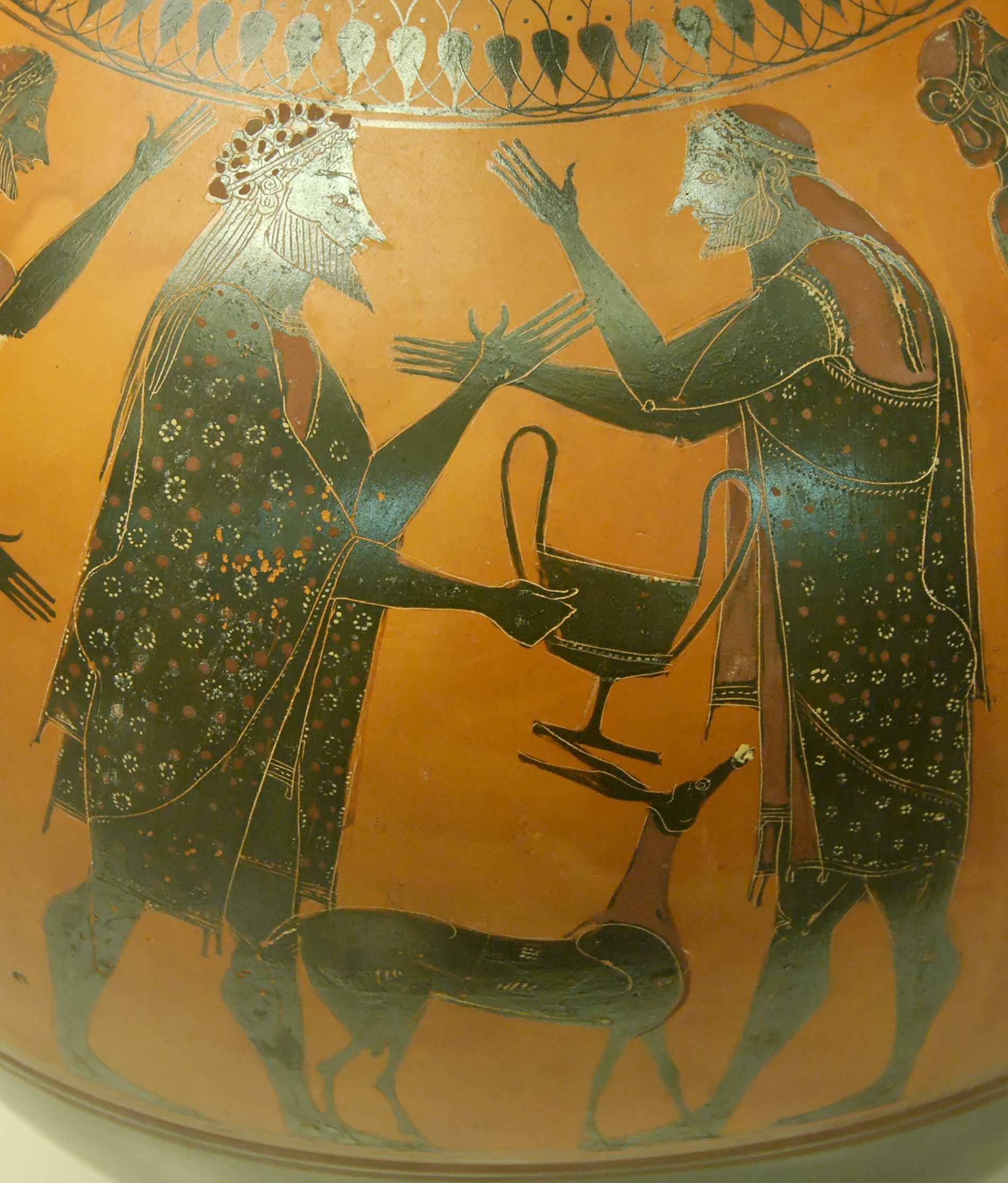
Dioniso e Icario en un ánfora encontrada en Vulci, Museo Británico (GR 1836.2-24.46).

Affecter (Pintor Afectado) fue un pintor y alfarero ático de vasos de figuras negras, activo en Atenas entre el 550 y el 530 a. C. Su nombre se debe a que su figuras parecen afectadas.
Su nombre convenido (su nombre real es desconocido hoy en día, ya que ninguna de sus obras está firmada) se deriva de su estilo artificial afectado de pintura figurativa, sobre la base del cual se le pueden atribuir unos 135 vasos. Su especialidad eran las ánforas. Pintó principalmente ánforas ovoides con un estilo un poco arcaizante y ánforas panzudas con labio en rodete del entonces recién introducido tipo C. Fabricaba principalmente ánforas de cuello. La mayoría de ellas se han encontrado en Etruria, lo que sugiere que fabricaba vasos principalmente para el mercado etrusco. También hizo vasos de pequeñas dimensiones. Sus figuras tienen cabezas pequeñas, cuerpos gruesos cuando están vestidos, delgados y angulosos cuando están desnudos. Los motivos están dibujados con pulcritud. Pintaba pequeñas palmetas al final de zarcillos largos y finos, lotos delgados y series de pequeños puntos rojos y blancos por todas partes de los vestidos. El dibujo de flores está próximo al de algunos talleres de figuras negras de Grecia oriental (Grupo clazomenio, Grupo de Northampton), lo que indica un intercambio cultural regular entre Ática y Jonia. Una característica especial de sus ánforas es la sustitución de la decoración figurativa habitual en el cuello por ornamentos florales.
Le interesaba especialmente el efecto decorativo de sus imágenes, compuestas por figuras estilizadas con largas capas o con gestos afectados; el contenido narrativo era secundario. En su tendencia a las figuras originales y a los múltiples detalles, Affecter es un sucesor del Pintor de Amasis, del cual puede haber aprendido su oficio.Junto con el pintor Elbows Out, es considerado un manierista del estilo de las figuras negras.
Sus escenas con ancianos de pie están en actitudes mecánicas gesticulando en el vacío junto a hombres acostados con jóvenes. Sus últimas ánforas lucen motivos florales, sin figuras en el cuello, sustituidas por ornamentos vegetales. Una de ellas la pintó para un artista de los años 520 a. C., lo que podría contribuir a datar su estilo imperceptible. Tal vez fue alfarero y pintor.
La mayoría de los 132 vasos que se le atribuyen fueron encontrados en tumbas etruscas y como tales suelen estar bien conservados.

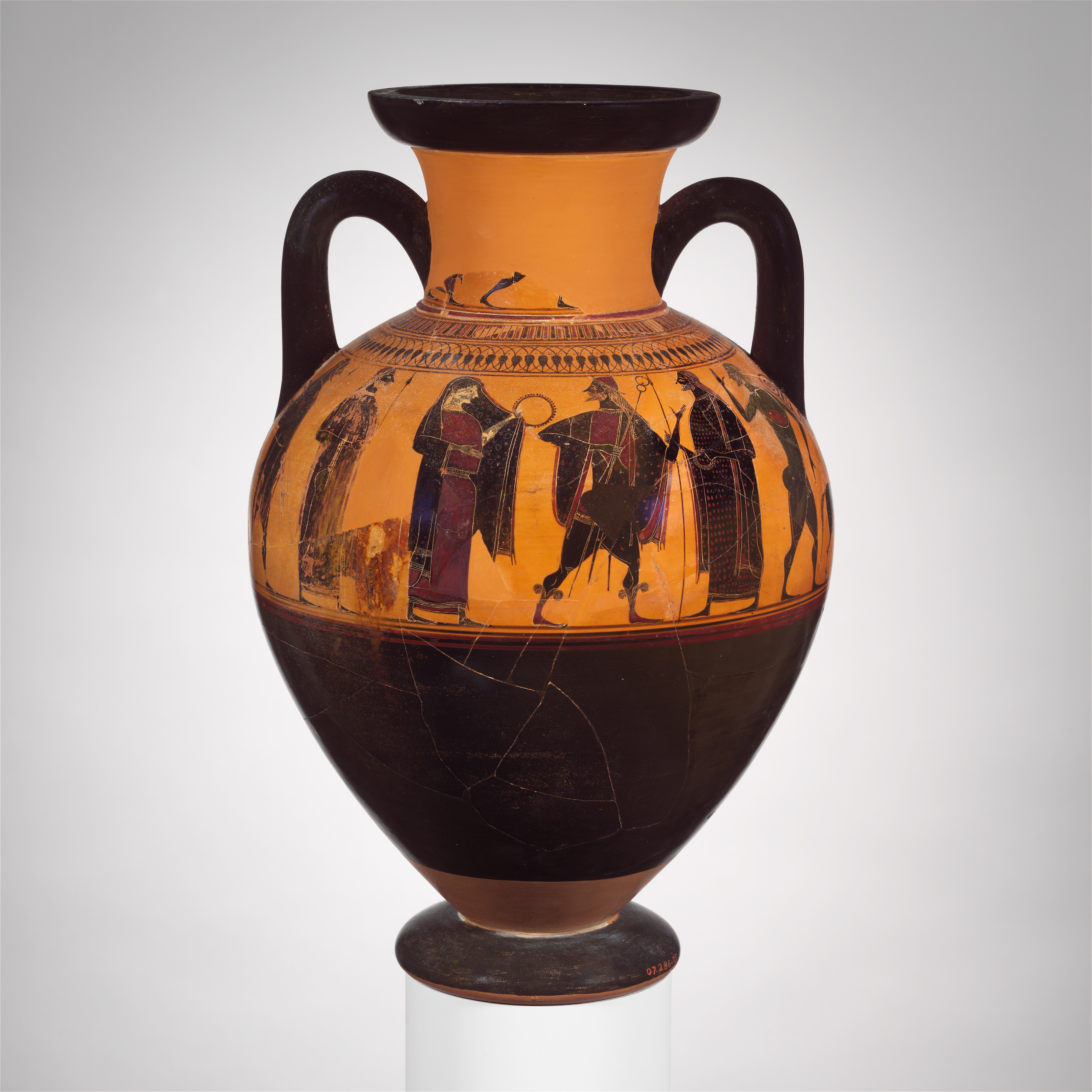
Ánfora de cuello, c. 550–540 a. C.
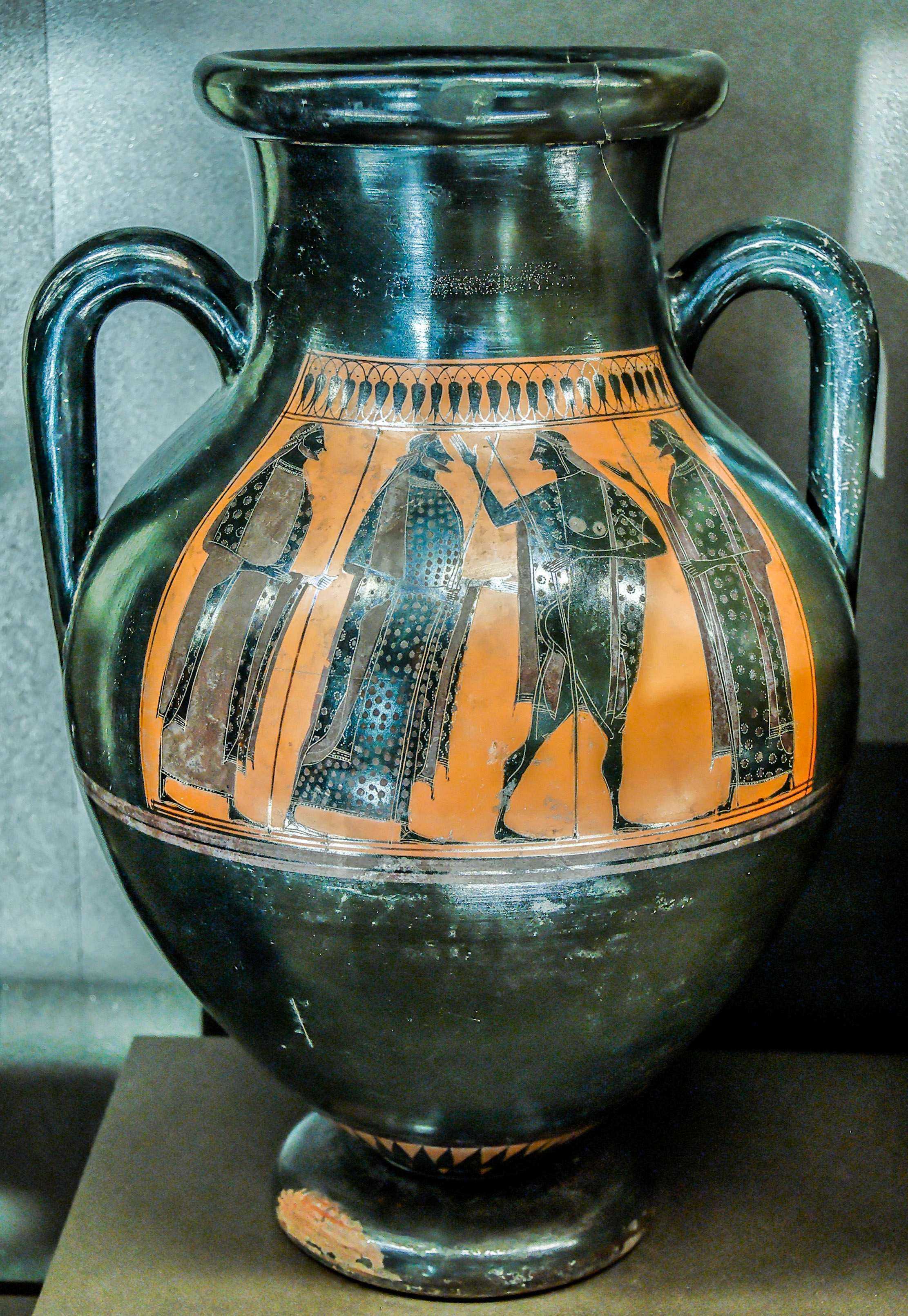
Ánfora de cuello. Partida de un soldado, c. 540–530 a. C.
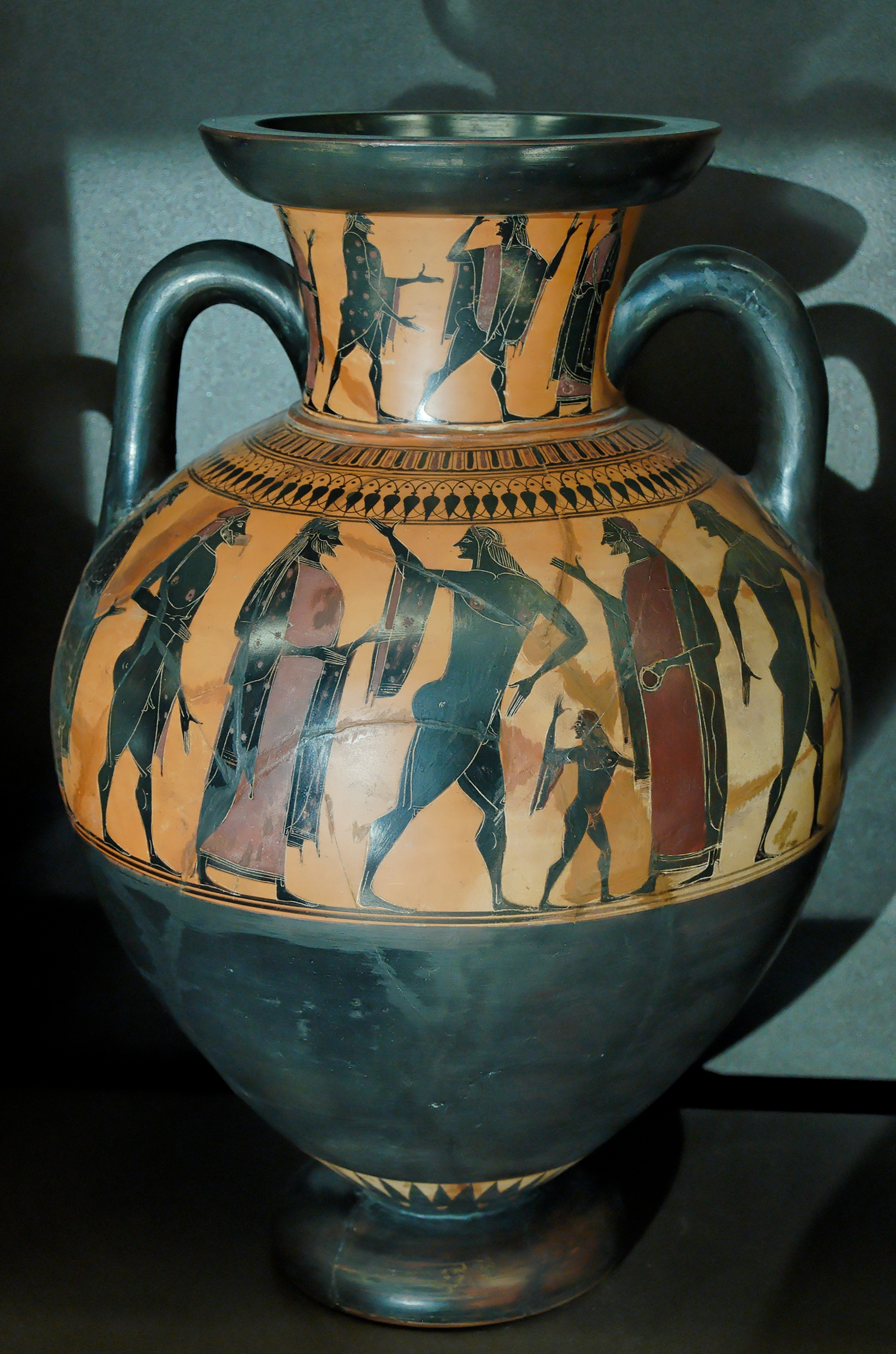
Ánfora de cuello. Cortejo pederasta, c. 540–520 eaa.
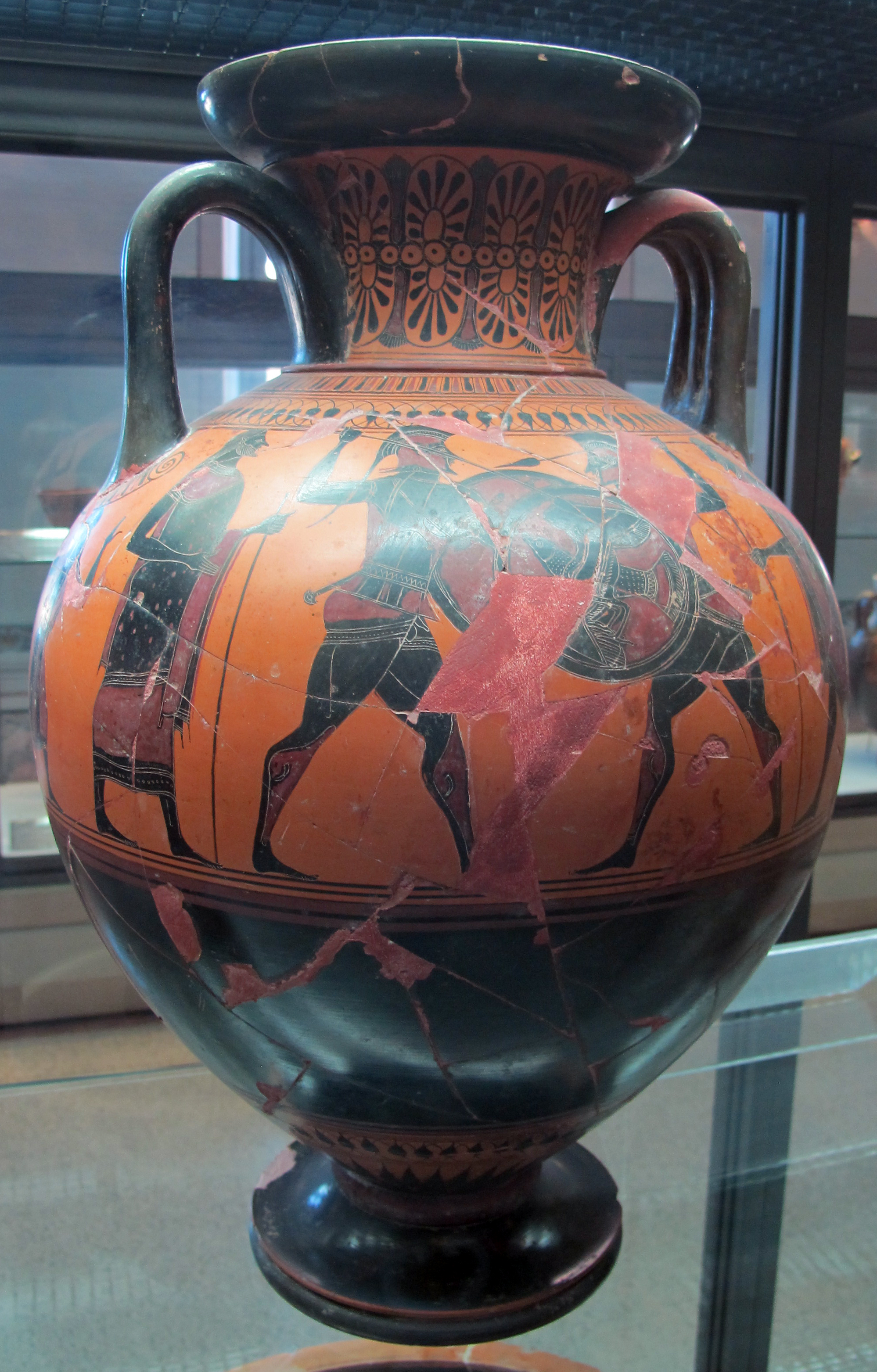
Ánfora de cuello, c. 520 a. C.
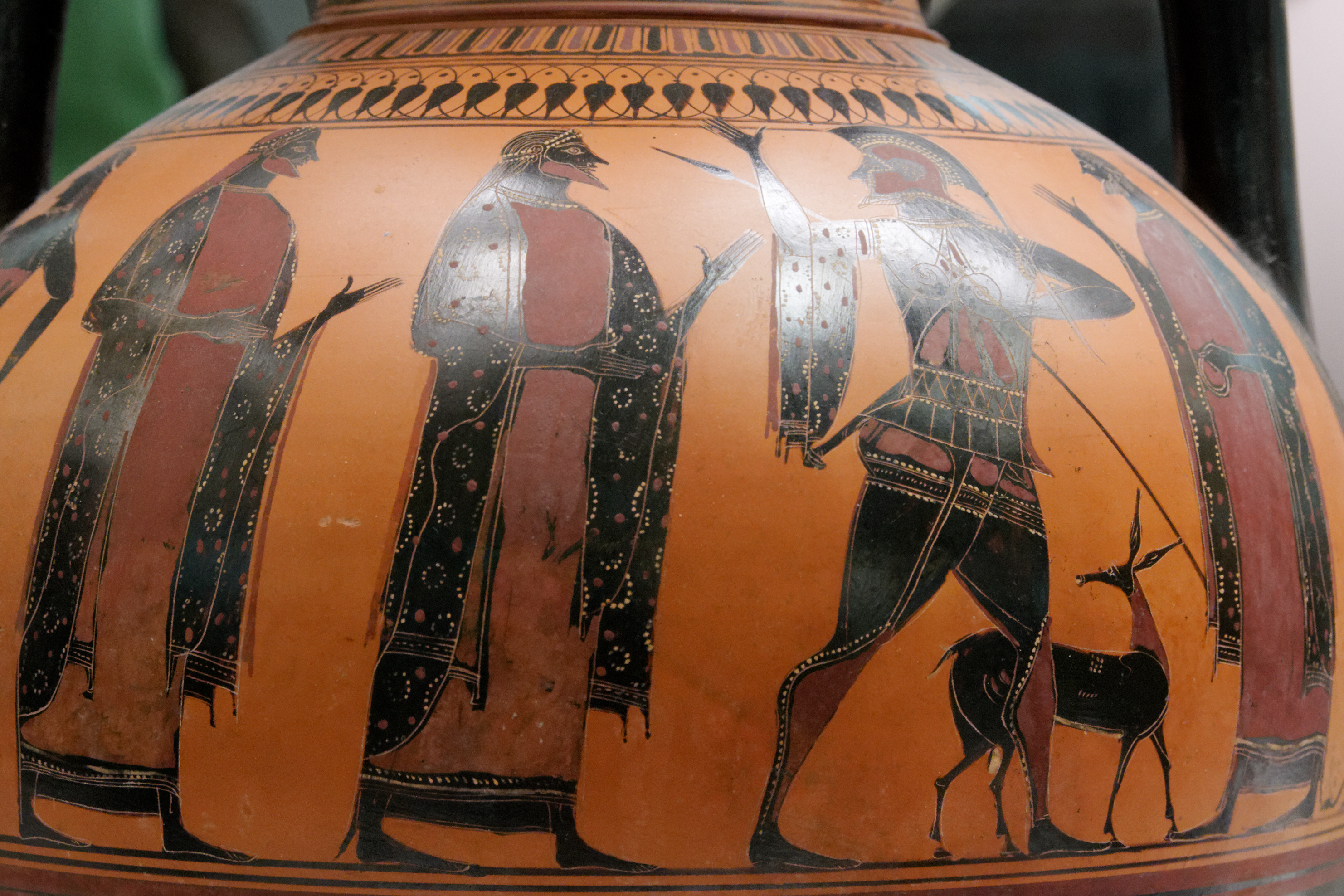
Partida de un soldado. Detalle de un ánfora, c. 540-520 a. C.